# 共同運動
共同運動（きょうどううんどう）とは、脳梗塞や外傷による後遺症の一つで、特に回復期に認められるものである。発病の当初は随意性を喪失していることが多いが、やがて肩･肘･手指全体を生理学的な屈曲あるいは伸展方向に同時にのみ動かせる運動だけができるようになりこれを共同運動と呼ぶ。続いて各関節を単独で動かせ、さらに回復が進めば、複数の関節を屈曲・伸展逆方向に同時に動かすことができる複合運動が可能になる。

## 参考
1. ↑  脳科学辞典　共同運動の項目